# Galba
Servius Sulpicius Galba (24. prosince 3 př. n. l. Terracina – 15. ledna 69 Řím) byl římský císař od 8. června 68 do své smrti. Okamžikem Galbova skonu započala v římské říši série krátce trvajících vnitřních konfliktů, k nimž došlo v roce 69, známém jako „rok čtyř císařů“.
Galba si zjednal věhlas svojí pozoruhodnou politickou kariérou, v rámci níž dosáhl roku 33 konzulátu. Mimoto působil jako místodržitel v Horní Germánii a v letech 45 až 46 byl prokonzul provincie Afrika. V roce 60 se stal správcem provincie Hispania Tarraconensis, odkud ve spojení s Gaiem Iuliem Vindexem zahájil v roce 68 vzpouru proti Neronovi. Provolán císařem, vypravil se v doprovodu Marka Salvia Othona na Řím, přičemž byl uznán římským senátem a pretoriánskou gardou. Nicméně jeho strohá a přísná politika ho brzy připravila o podporu. Otho, roztrpčený tím, že nebyl jmenován Galbovým nástupcem, zosnoval proti němu spiknutí. Po pouhých sedmi měsících panování byl Galba zavražděn na Foru, čímž byla říše vržena do chaosu občanské války.

## Život

### Původ
Galba se narodil 24. prosince roku 3 př. n. l. nedaleko města Tarracina, ležícího jižně od Říma. Pocházel ze starobylého senátorského rodu Sulpiciů, jehož četní příslušníci náleželi k význačným osobnostem Římské republiky. Jeho otcem byl někdejší konzul Gaius Sulpicius Galba, jeho matkou Mummia Achaica, pravnučka Lucia Mummia Achaica. Galba měl staršího bratra Gaia, který opustil Řím poté, co promrhal své jmění, a nakonec spáchal sebevraždu, neboť mu Tiberius odmítl přidělit správu provincie. Po matčině smrti byl Galba adoptován otcovou druhou manželkou Livií Ocellinou, po níž zdědil rozsáhlý nemovitý majetek poblíž Tarraciny. V důsledku adopce znělo Galbovo jméno až do momentu jeho nástupu na trůn Lucius Livius Ocella Sulpicius Galba.
Ačkoli pocházel z urozené a zámožné rodiny, nepoutal Galbu žádný příbuzenský svazek k císařům julsko-klaudijské dynastie. Už v době svého mládí byl znám pro své mimořádné schopnosti a podle Tacita předpověděli Augustus i Tiberius jeho budoucí vzestup k nejvyšším hodnostem. Livie, Augustova manželka a Tiberiova matka, ho zahrnovala svou náklonností, díky čemuž Galbova politická kariéra v počátku rychle stoupala. Ve své závěti mu měla dokonce odkázat značné bohatství, jež mu však Tiberius odmítl vyplatit. Galba se oženil s Lepidou, s níž měl dva syny, kteří ovšem zemřeli v průběhu jeho života. Když ovdověl, snažila se ho neúspěšně získat Agrippina mladší, matka Nerona, již si znepřátelil svojí netečností. Suetonius to vysvětluje tím, že Galba upřednostňoval muže před ženami.

### Vzestup k moci
O Galbově rané veřejné činnosti se dochovalo jen málo podrobností, v roce 20 byl ustaven praetorem, aniž dosáhl zákonem stanoveného věku. V této funkci uspořádal při hrách ludi florales, konaných k uctění bohyně Flory, vystoupení slonů kráčejících po laně. Následně byl vyslán jako místodržitel do provincie Aquitanie a v roce 33 se domohl konzulátu. Za vlády Caliguly byl v roce 39 pověřen velením nad legiemi v Horní Germánii. Zde si vysloužil respekt přísnými a ráznými opatřeními, jimiž navrátil vojsku kázeň, a v pozdějších letech dobyl vítězství v bojích s germánským kmenem Chattů. Při zastávání všech dalších velitelských postů projevoval obdobné zaujetí pro udržování disciplíny, což odpovídalo jeho povaze tvrdého aristokrata starého republikánského střihu. Jeho výkony nezůstaly nepovšimnuty, pročež byl poctěn udělením triumfálních odznaků (ornamenta triumphalia), a navíc byl obdařen několika kněžskými úřady.
Po Caligulově zavraždění byl svými přáteli vyzýván, aby se ujal vlády. Navzdory tomu Galba setrval loajálně při Claudiovi, jenž ho řadil mezi své nejbližší společníky. V roce 45 ho císař vybral za prokonzula provincie Afrika, v níž pobýval dva roky, během nichž zdárně obnovil pořádek v provincii a zkrotil neklidný domorodý kmen. Claudiově přízni učinil konec císařův sňatek s Agrippinou mladší v roce 49, načež se Galba stáhl do ústraní. Teprve za Neronova panování byl v roce 61 jmenován správcem Hispanie Tarraconensis. V tomto období Galbovy kariéry se v jeho chování začala projevovat lhostejnost a apatie. Historikové nabízejí dvě možná vysvětlení tohoto chování: Galba buď nechtěl případnou aktivitou vzbuzovat Neronovu nepatřičnou pozornost a nedůvěru, anebo byl sužován vzrůstající nemohoucností zapříčiněnou sešlostí věkem. Tacitus v této souvislosti tvrdí, že ve vnímání všech byl vhodným uchazečem císařské hodnosti, dokud se nechopil moci. Přesto byl Galba vzhledem ke svému znamenitému rodokmenu, rodinné tradici a výtečné službě státu nejvýznamnějším Římanem žijícím v závěru Neronova panování.
V březnu 68 se Gaius Iulius Vindex, místodržitel Gallie Lugdunensis, vzbouřil proti Neronově tyranii. Ačkoli Galba byl dopředu obeznámen s Vindexovými záměry, zřejmě kvůli nespokojenosti s Neronovými ničemnostmi nepodal do Říma zprávu o chystané revoltě. Tím ovšem ještě přiživil podezřívavost císaře, toužícího odstranit každého jedince vynikajícího svým rodem nebo činy. Krátce nato se Galbovi donesla informace o tom, že Nero nařídil, aby byl zavražděn. Za těchto okolností se rozhodl podpořit Vindexovo povstání a 3. dubna 68 se ve městě Carthago Nova (dnešní Cartagena) nechal prohlásit „zástupcem senátu a lidu římského“ (legatus senatus populique Romani). Prozatím se zdráhal převzít císařský titul, třebaže zjevně usiloval dosáhnout vlády nad říší. Záhy se obklopil sborem rádců (consilium), čímž dával najevo, že žádné rozhodnutí nečiní pouze on sám, nýbrž po konzultaci se svým okolím. Současně naznačoval úmysl znovu zavést dřívější Augustův způsob řízení státu založený na souladu principa a senátu.
Na stranu Galby se ihned přidali i ostatní správcové hispánských provincií, včetně Marka Salvia Othona. Protože disponoval jen jedinou legií, začal neprodleně sbírat další vojenské síly. Mezitím odpadla se od Nerona odvrátila provincie Afrika, v níž se vzbouřil Lucius Clodius Macer, který odřízl Řím od tamějších zásob obilí. Jelikož Macer patrně choval imperiální ambice, byl na příkaz Galby ještě v témže roce popraven. V květnu 68 vytáhl Lucius Verginius Rufus, velitel legií v Horní Germánii, v čele rýnských vojenských sborů proti Vindexovi, jehož porazil v bitvě u Vesontia (Besançon). Vindexova porážka a smrt uvrhla Galbu do bezradnosti, již však zanedlouho rozptýlil úplatný pretoriánský prefekt Gaius Nymphidius Sabinus. Ten pozvedl Galbovu odvahu, když za slib finanční odměny zbavil Nerona podpory pretoriánské gardy. Přestože Galba dosud prodléval v Hispánii, 8. června 68 potvrdili senátoři jeho nárok na trůn. Sesazen senátem a opuštěn svými příznivci, spáchal Nero vzápětí sebevraždu. Jakmile se Galba dozvěděl o tomto vývoji, přijal titul caesara a vypravil se do Říma.

### Principát

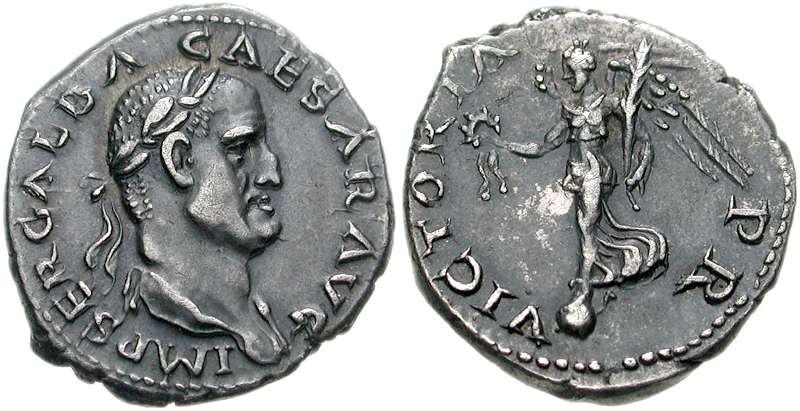
Galbova mince

V červenci dorazil Galba do galského města Narbo (Narbonne), v němž se setkal se senátní delegací. Zatímco se nový císař rozvážně blížil k hlavnímu městu, Řím byl stále svírán nejistotou, k čemuž přispívala přítomnost neobvykle vysokého počtu vojáků, shromážděných Neronem pro boj s Vindexem. Nymphidius Sabinus se pokoušel využít Galbovy absence k provedení převratu, jelikož si ale nedokázal zajistit oddanost pretoriánské gardy, byl jejími příslušníky zabit. Galba v reakci na tento incident nařídil popravit všechny důstojníky nakloněné Nymphidiovi a na jejich místa dosadil sobě věrné lidi. Již dosti napjaté poměry se ještě dále vyhrotily, neboť nedaleko Říma došlo ke střetnutí Galbova vojska s bouřícími se námořníky, nedávno odvedenými Neronem do vojska, z nichž mnozí byli během nastalého boje pozabíjeni. V atmosféře poznamenané tímto masakrem a všeobecným strachem vstoupil Galba, doprovázený Othonem, v říjnu 68 do hlavního města.
Galbův prvotní úkol představovala konsolidace státních financí, takřka rozvrácených Neronovou marnotratností, čehož chtěl dosáhnout nepopulárními úspornými opatřeními. Horlivě usiloval o navrácení četných nákladných darů rozdaných Neronem, tím si ale znepřátelil leckteré důležité osobnosti. Galba také pozbyl sympatie armády odepřením slíbené odměny, protože jak pravil: „své vojáky si vybírám, nekupuji je“. Svojí domnělou hrabivostí a zjevným odporem k okázalosti si odcizil římský lid. Galbovo stáří snižovalo jeho vitalitu, tudíž přenechal velký díl moci v rukou svých důvěrníků. Císař se tak ocitl zcela ve vleku skupiny oportunistických a zkorumpovaných rádců, mezi něž patřili Titus Vinius, který se stal v nadcházejícím roce Galbovým kolegou v konzulátu, pretoriánský prefekt Cornelius Laco a Galbův propuštěnec Icelus Marcianus. Obzvláště posledně jmenovaný se těšil prachmizerné pověsti, přičemž v průběhu několik měsíců trvajícího Galbova panování shromáždil obrovský majetek. Bezohledná císařská politika, a především beztrestnost jeho favoritů vyvolaly vůči Galbovi nenávist lidu i vojska.
1. ledna 69 se Hordeonius Flaccus, nový velitel v Horní Germánii, obrátil na své legie a vyzval je k obnovení přísahy věrnosti císaři. Vojáci to odmítli vykonat a místo toho zničili Galbovy podobizny. Následujícího dne se vzbouřili také legionáři v Dolní Germánii, kteří provolali svého velitele Aula Vitellia novým císařem. Toto otevřené povstání odhalilo Galbovi míru neoblíbenosti jeho vlády. Ve snaze zabránit svému svržení ustanovil svým nástupcem Lucia Calpurnia Pisona Liciniana, jehož 10. ledna adoptoval. Piso pocházel ze vznešené rodiny, avšak byl mladý a postrádal nezbytné politické a vojenské zkušenosti. Galbova volba následníka nijak neposílila jeho chatrné postavení, zvláště když pobouřeným pretoriánům odmítl vyplatit obvyklé donativy poskytované při takovéto události.
Otho, Galbův někdejší podporovatel, jenž si sám činil naděje na nástupnictví, byl rozlícen tím, že byl opomenut a navázal proto kontakt s nespokojenými pretoriány. Ti ho záhy přijali za svého císaře. Galba se poté vypravil k osobnímu setkání s rebely, ovšem byl natolik zesláblý, že musel být přepravován v nosítkách. Při cestě byl na Foru Romanu zastižen oddílem Othonovy jízdy, načež byl v ranních hodinách 15. ledna 69 zabit poblíž místa nazývaného Lacus Curtius. Podle Plútarchova podání nastavil Galba svým vrahům krk a pobídl je slovy: „Jen to udělejte, bude-li to k prospěchu římského národa.“ Piso chtěl vyhledat ochranu ve Vestině chrámu, nicméně byl dostižen a rovněž zabit. Uťaté hlavy Galby a Pisona byly nabodnuté na kopí nošeny po městě a v pretoriánském táboře odevzdány Othonovi. Jeden z Galbových otroků později uložil jeho hlavu společně s tělem do hrobky v císařské zahradě při Via Aurelia. Kolem sto dvaceti lidí se dožadovalo od Othona odměny za zabití Galby. Vitellius je po svém vítězství nad Othonem nechal všechny vypátrat a popravit.

## Hodnocení
Galba projevil ve své dlouhé kariéře mimořádný talent a ambice. V období panování císařů julsko-klaudijské dynastie zastával nejvyšší politické a vojenské funkce, tudíž disponoval bezvadnou kvalifikací, a především schopnostmi potřebnými k výkonu císařské hodnosti. Soudobí antičtí dějepisci přesto jeho krátce trvající působení v roli císaře hodnotili spíše negativně. Tacitus charakterizoval Galbu jako slabého a starého člověka, jenž „měl jednoznačně vladařské předpoklady, ale nikdy nevládl“. Moderní historiografie k němu zaujímá méně kritický postoj, přičemž nejzávažnější Galbova chyba je spatřována v jeho přístupu k armádě. K vojsku v Horní Germánii se zachoval velmi neopatrně a jeho politika vůči pretoriánské gardě se vyznačovala krátkozrakostí. Vzhledem k tehdejším poměrům v říši Galba až nerealisticky spoléhal na tradiční ukázněnost vojáků, jimž odmítal udělit požadované prémie. Kromě toho se spoléhal na nekompetentní rádce, kteří ho odloučili od reality a umožnili Othonovi provést spiknutí. Nestřídmost jeho stoupenců pak prohloubila nevoli, s níž byla přijímána Galbova vláda. Již tak vratkou císařovu pozici dále podlomilo ustavení Pisona, mladého muže naprosto nepostačujícího na úkol, s nímž se měl vypořádat, následníkem. Nestabilní politická situace se nakonec ukázala nad síly unaveného, letitého senátora, takže Galbův režim skončil paradoxně stejným způsobem jako předchozí Neronova hrůzovláda. Musel uplynout celý jeden rok naplněný krveprolitím a bratrovražedným bojem mezi Římany, než mohl být principát znovu stabilizován.